# Лінкольндейл (Нью-Йорк)
Лінкольндейл (англ. Lincolndale) — переписна місцевість (CDP) в США, в окрузі Вестчестер штату Нью-Йорк. Населення — 1504 особи (2020).

## Географія
Лінкольндейл розташований за координатами 41°20′1″ пн. ш. 73°43′29″ зх. д. / 41.33361° пн. ш. 73.72472° зх. д. (41.333476, -73.724776).  За даними Бюро перепису населення США в 2010 році переписна місцевість мала площу 2,59 км², з яких 2,48 км² — суходіл та 0,11 км² — водойми.

## Демографія
Згідно з переписом 2010 року, у переписній місцевості мешкала 1521 особа в 542 домогосподарствах у складі 436 родин. Густота населення становила 588 осіб/км².  Було 567 помешкань (219/км²).
Расовий склад населення:
| - 95,2 % — білих - 1,3 % — азіатів - 0,9 % — чорних або афроамериканців - 0,1 % — корінних американців |

До двох чи більше рас належало 1,7 %. Частка іспаномовних становила 5,8 % від усіх жителів.
За віковим діапазоном населення розподілялося таким чином: 27,4 % — особи молодші 18 років, 61,9 % — особи у віці 18—64 років, 10,7 % — особи у віці 65 років та старші. Медіана віку мешканця становила 42,5 року. На 100 осіб жіночої статі у переписній місцевості припадало 95,5 чоловіків;  на 100 жінок у віці від 18 років та старших — 91,7 чоловіків також старших 18 років.
Середній дохід на одне домашнє господарство  становив 117 091 долар США (медіана — 108 299), а середній дохід на одну сім'ю — 125 994 долари (медіана — 109 351). Медіана доходів становила 74 063 долари для чоловіків та 76 439 доларів для жінок. За межею бідності перебувало 3,4 % осіб, у тому числі 2,8 % дітей у віці до 18 років та 6,2 % осіб у віці 65 років та старших.
Цивільне працевлаштоване населення становило 834 особи. Основні галузі зайнятості: освіта, охорона здоров'я та соціальна допомога — 28,8 %, науковці, спеціалісти, менеджери — 20,0 %, роздрібна торгівля — 12,4 %, мистецтво, розваги та відпочинок — 6,4 %.